# Soul Train Music Awards
O Soul Train Music Awards é uma premiação estadunidense anual de música e entretenimento, que homenageia o melhor da cultura afro-americana. A premiação se originou no programa de tv Soul Train, criado e apresentado por Don Cornelius, tendo sua primeira edição em 1987. Atualmente é exibido pelo canal a cabo BET.

## História
Criada com o intuito de valorizar artistas negros que geralmente não tinham seus trabalhos respeitados por outras premiações, teve sua primeira cerimônia realizada em 23 de março de 1987, no Civic Auditorium, em Santa Mônica, e foi apresentada por Dionne Warwick e Luther Vandross. De 1987 até 2007, a entrega de prêmios foi exibida pela rede de TV WGN America (atual The CW). O canal BET assumiu a produção e a exibição em 2009, após dois anos de hiato.
Durante os primeiros nove anos da cerimônia (1987-1996), o "álbum do ano" era dividido em masculino, feminino e de grupo, com categorias adicionais para álbuns de rap, jazz e gospel. De 1997 a 2003, os prêmios foram consolidados em uma única categoria de álbum do ano de R&B/soul ou rap. Em 2004, abandonaram as especificações de gênero, apresentando um prêmio simplesmente intitulado “álbum do ano”. Eles retornaram à divisão de grupo masculino e feminino de 2005 a 2007, decidindo-se finalmente pela categoria de "álbum do ano" de 2009 em diante.  
Em 2023, Beyoncé se tornou a maior vencedora da premiação, com 25 prêmios. Seguida por Chris Brown e Bruno Mars com 14 prêmios, e Janet Jackson, com 13 prêmios.

## Soul Train Lady of Soul Awards
De 1995 a 2005, uma premiação separada chamada "Soul Train Lady of Soul Awards" foi realizada, homenageando artistas femininas.